# 温琴佐·皮卡尔迪
温琴佐·皮卡尔迪（義大利語：Vincenzo Picardi，1983年10月20日—），意大利男子拳击运动员。他曾代表意大利参加2008年和2012年夏季奥林匹克运动会拳击比赛，其中2008年奥运会获得一枚铜牌。